# 鯀
鯀（こん）は、古代中国の伝説上の人物あるいは神。姓は姒、諱は鯀。禹の父であり、四罪のひとりにあげられている。爵位は崇伯。

## 概要
『漢書』律暦志によると、五世の祖は五帝のひとりである顓頊（せんぎょく）であり、子に夏の帝となる禹（う）がいる。『史記』夏本紀、『世本』によれば、顓頊の子であるといい、父が帝であったものの、堯に因って陶が征服された為に、帝位に就くことは出来ず尭の臣下に落とされ、部族を率いて東へ逃れた。
堯（ぎょう）の治世において大河の氾濫が止まなかったため、堯は誰かに治水をさせようと考えていた。このとき皆が口をそろえて鯀にやらせるべきだと言ったが、堯は鯀を用いるべきでないと言って渋ったが、それでも臣下たちが鯀より賢い者はいないと言ったので、堯は鯀に治水を命じた。9年やっても氾濫は収まらないという名目で堯は鯀に罪を着せて、舜（しゅん）を後任として登用した。鯀は四罪の一つとされた。
治水を任された舜は鯀を監視し、鯀は羽山（うざん）で死んだ。人々が舜が鯀を殺したのではないかと疑ったので、舜は鯀の遺児である禹と人々に由り放伐され、禹は堯と舜により簒奪されていた鯀の事業を引き継ぐ事に成った。鯀の死んだ経緯として『韓非子』（外儲説）では堯が舜へ天下を譲ることを決めた際にそれに反対したために羽山で誅されたと語られている『山海経』海内経では、鯀が洪水を止める資材にしようと帝から派遣された祝融によってと語られている。
『山海経』海内経では黄帝の孫にあたる白馬（はくば）という神が鯀である（黄帝が駱明を生み、駱明が白馬を生んだ）と書いており系譜にばらつきがみられるが、禹の親であるという点では共通している。また、『史記』舜本紀には、鯀の子孫たちが東の方角にすむ異民族である「東夷」たちになったと記されている。『山海経』大荒南経では、讙頭人たちの祖先であるとされており、鯀の妻の士敬（しけい）が炎融（えんゆう）を生み、その子が讙頭であるとされる。
神話の鲧は竜、馬、魚に化けられる神で、「息壤」を盗んで治水に失敗して殺された。